# Suzuki Every Landy
Der Suzuki Every Landy zunächst als Every+ vermarktet war ein Minivan mit sieben Sitzplätzen den Suzuki von 1999 bis 2005 als Ergänzung zum Suzuki Every produzierte. Als Nachfolger fungiert der Suzuki Landy/Randy.

## Modellgeschichte

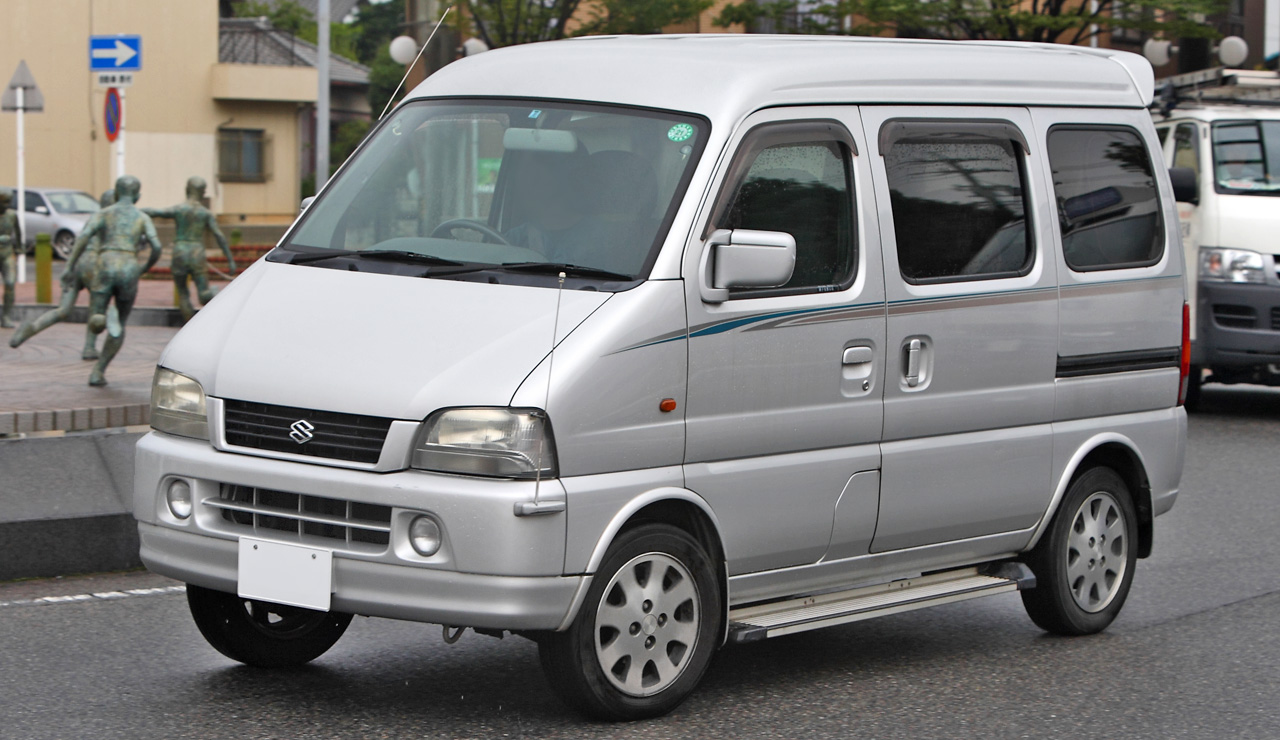
Suzuki Every+ 1999–2001

Mitte der 1990er Jahre begann Suzuki die Produktion von Mikrovans. Der auch in Europa vermarktete Suzuki Wagon R+ war hier Vorbild für den zuerst als Every+ vermarkteten Minivan.
Dieser basierte auf dem Suzuki Every dem seit 1982 gebauten Minivanmodell des Suzuki Carry und sollte mehr Sitzplätze und Variationsmöglichkeiten als dieser bieten. Das Wort Every steht für Jeder und soll die Größe und Variationsmöglichkeiten darstellen. Der Every Landy wurde auf Basis des Every entwickelt mit maximal 7 Sitzplätzen. Die zukünftig mehr in Privathand genutzte Variante musste auch höhere Sicherheitsvorschriften einhalten, weswegen das Chassis des Every vorne verlängert und verstärkt wurde für besseres Kollisionsverhalten. Der Antrieb, G13B 1,3 L SOHC Benzinmotor mit 85 PS unterschied sich vom Every, welcher aufgrund der Kei-Car Vorschriften unter 660 cm³ bleiben musste. Neben Frontantrieb war auch Allradantrieb optional verfügbar. Die Kraftübertragung erfolgte mittels 5-Gang Schaltgetriebe oder optionalen 4-Stufen Automatikgetriebe. Der Verkauf startete auf dem Heimatmarkt am 17. Juni 1999.Release.
- Ab Dezember 1999 war das Sondermodell Limited mit TV, Soundsystem, Navigationssystem, elektrischen Fensterhebern auch hinten (vorne Standard), verchromten Türgriffen rundum und Frontgrill sowie in silber lackierten Handbremshebel, Türinnengriffen, Automatikgetriebe Wahltasten und Instrumententafel erhältlich. Aufgrund der großen Nachfrage blieb es in der Folge als Zusatzausstattung im Programm.

- Im Mai 2000 erschien die Baureihe mit überarbeiteten und verbesserten Rücklichten, vergrößerten Kopfstützen und verbesserte Höhenverstellung der Sicherheitsgurte sowie einer anderen Anordnung der 3.Sitzreihe und insgesamt höherwertigen Sitzpolstern.

- Ab November 2000 wurde das Sondermodell Limited II angeboten welches nun zusätzlich über eine serienmäßige Klimaanlage und einer zusätzlichen optionalen für den Passagierraum verfügte.

- Im Mai 2001 erhielt die Baureihe ein kleines Facelift. Gleichzeitig erfolgte die Umbenennung in Every Landy.[2]

Innen war nun ein neu gestaltetes Armaturenbrett eingebaut. Vor der zweiten Sitzreihe konnten Klapptische ausgezogen werden und eine elektrische Trittstufe zum leichteren Zugang war erhältlich. Äußerlich gab es eine neue vordere Stoßstange und einen neuen Kühlergrill. Des Weiteren wurde der Motor überarbeitet um ein niedrigeres Abgasverhalten zu erreichen.
- Ohne elementare Änderungen wurde das Modell bis August 2005 produziert und parallel zum Modellwechsel des Suzuki Every eingestellt. Erst mit dem Suzuki Landy/Randy seit 2007 bietet Suzuki wieder einen Van mit 7 Sitzplätzen.

## Maruti Versa / Chang’an Star 2001–2009
Das Faceliftmodell ab 2001 baute das indische Tochterunternehmen Maruti als Maruti Versa. Bereits der Maruti Omni war ein Badge-Engineering Modell des Suzuki Every gewesen und wurde nun durch den Maruti Versa ersetzt. Über Siebzig Prozent der Fahrzeugteile wurden hierbei in Indien hergestellt. Anders als der Every Landy gab es zwei Versionen als DX oder STD. Der STD hatte nur 5 Sitzplätze, der DX 8 statt 7 Sitzplätze beim Every Landy. Alle verfügten über eine serienmäßige vordere Klimaanlage, als DX2 zusätzlich eine im Fond. Der Versa hatte den gleichen 16-Ventile 1,3 Liter 4-Zylinder Benzinmotor mit jedoch nur 82 PS (61 kW) und war unter dem Beifahrersitz verbaut. Nach China wurde dieses Modell als Chang’an Star exportiert. Nachdem die Bestellungen 2009 stark zurückgingen wurde die Produktion eingestellt. Die 8-Sitzer Version wurde durch den Maruti ECCO ersetzt, welcher wiederum auf dem Suzuki Every basiert.

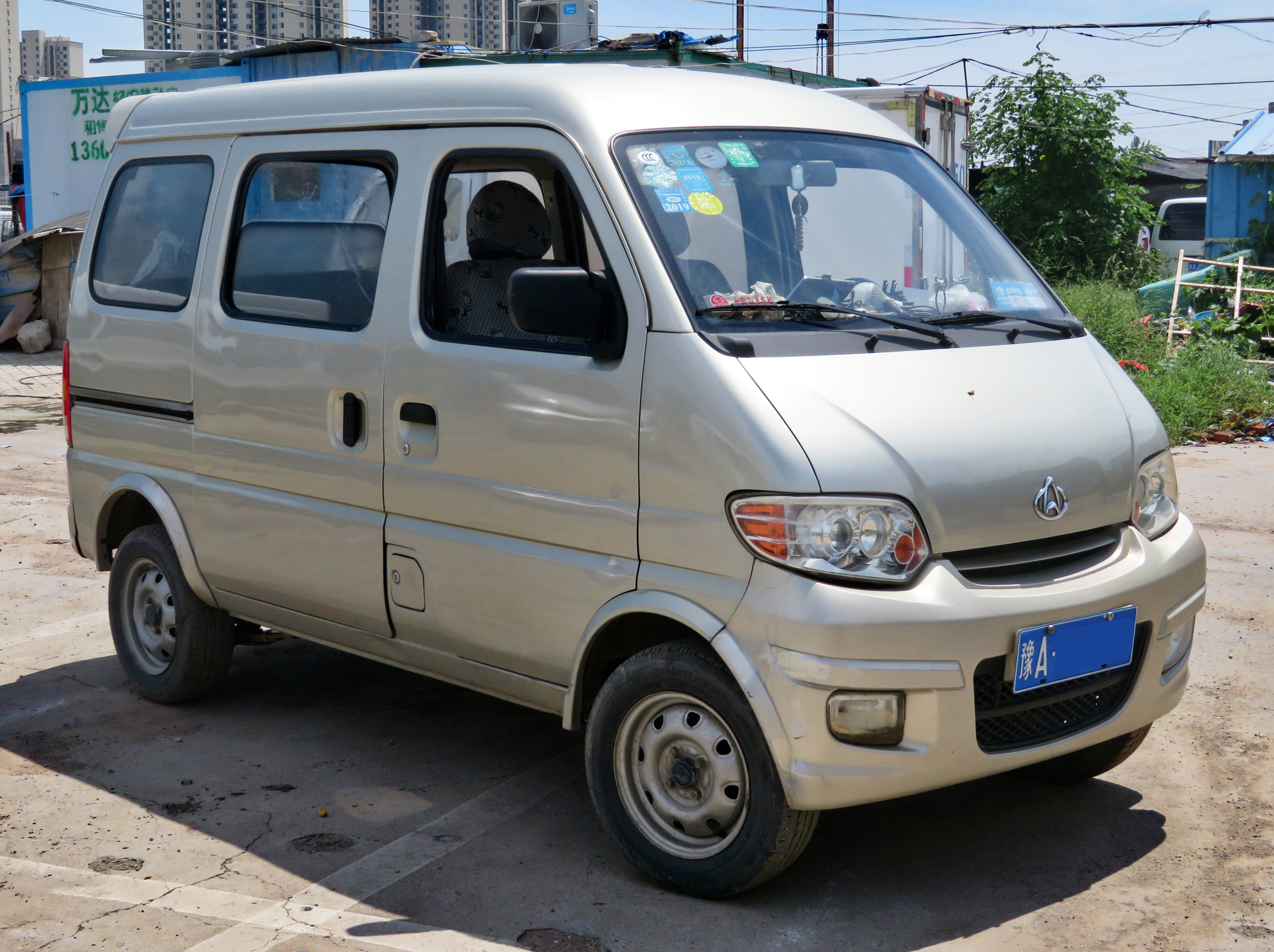
Chang’an Star